# Cserebogárpajorok azonosítása

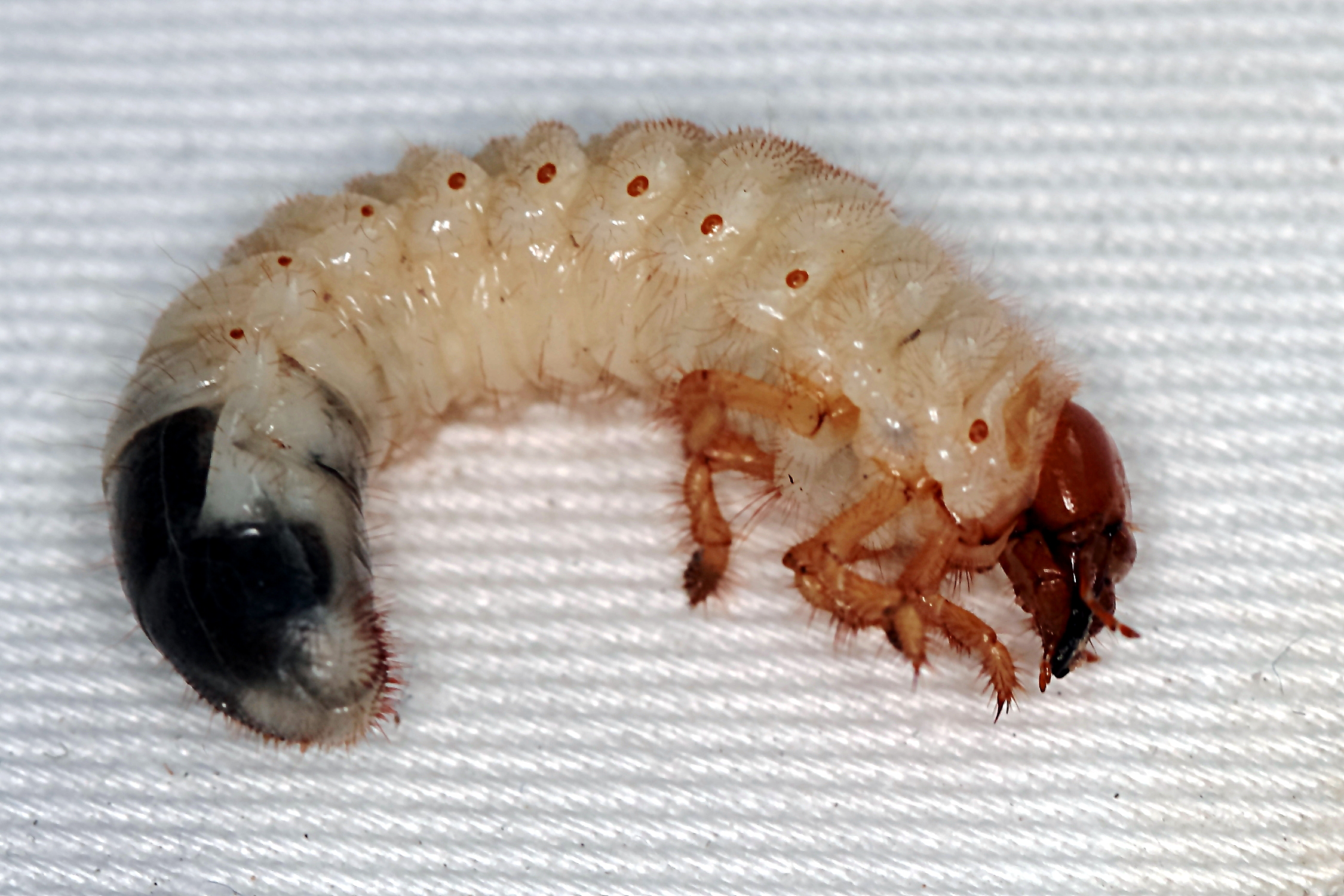
Májusi cserebogár (Melolontha melolontha) pajorja

A cserebogárpajorok a ganajtúrófélék (Scarabaeidae) családjának cserebogárformák (Melolonthinae) alcsaládjába tartozó rovarok lárvái. Tág értelmezésben ide tartozhat más kártevő lemezescsápú csoportok (virágbogárformák (Cetoniinae), szipolyformák (Rutelinae)) pajorjainak azonosítása is.
A cserebogárpajorok azonosítása azért lényeges, mert a cserebogarak a termesztett növényeink legveszedelmesebb kártevői közé tartoznak, alig van olyan növény, melynek gyökereit ne fogyasztanák a polifág lárvák. Abból adódóan, hogy a különböző fajok különböző életmódbeli sajátosságokkal és eltérő fejlődési idővel rendelkeznek, az ellenük való okszerű, hatékony védekezés megtervezéséhez elengedhetetlen a fajok minél pontosabb azonosítása.

## Cserebogarak
A fajok többsége esti, kisebb hányaduk nappali rovar. Általában napnyugtakor, szürkületkor vagy este jönnek elő a talajból az imágók rajzás és táplálkozás céljából. Sok faj napközben elrejtőzve pihen a talajban, a rögök védelme alatt. A bogarak viszonylag közismertek.
Talán az egyik legismertebb faj a 2-3 cm nagyságú májusi cserebogár (Melolontha melolontha), amelyet cserebogár, cserebók, cserebüly, közönséges cserebogár, mezei cserebogár és vándorcserebogár néven is ismerhetünk. Szárnyfedője barna. Farfedője fokozatosan keskenyedő, hosszan hátra nyúló. Április-május folyamán jelennek meg az imágók, a fákon és bokrokon telepszenek meg, rövid idő elteltével táplálkozni kezdenek, majd egy-két nap után párosodnak.
Nagyon hasonló megjelenésű az erdei cserebogár (Melolontha hippocastani), melynek társnevei: gesztenye cserebogár, lógesztenye cserebogár, koronás cserebogár és vadgesztenye bogár. A farnyél hirtelen válik ki a farlemezből, rövid és csúcsa gombszerűen kiszélesedik. Az imágók rajzása áprilisban kezdődik, és május végéig tart. Kirepülés után azonnal megkezdik táplálkozásukat, 1-2 napot követően párosodnak. Fényre repülnek, főként a hímek.
A kallócserebogár (Polyphylla fullo) a legnagyobb cserebogár fajunk (3-3,5 cm). Társnevei: aratóbogár, arató cserebogár, csapó cserebogár, csimcsogó bogár, csimcsogó cserebogár, júliusi cserebogár, márványcserebüly és tigris cserebogár. Szárnyfedője fekete, vagy sötétbarna alapon fehér, apró pikkelyszőrökkel borított, márványozott minta. Rajzás június közepétől július közepéig (végéig) tart. A bogarak este, szürkületkor jelennek meg, általában tömegesen. Bár szakirodalomban olvasható, hogy fényre repülnek, kísérleteink során ezt nem tapasztaltuk.

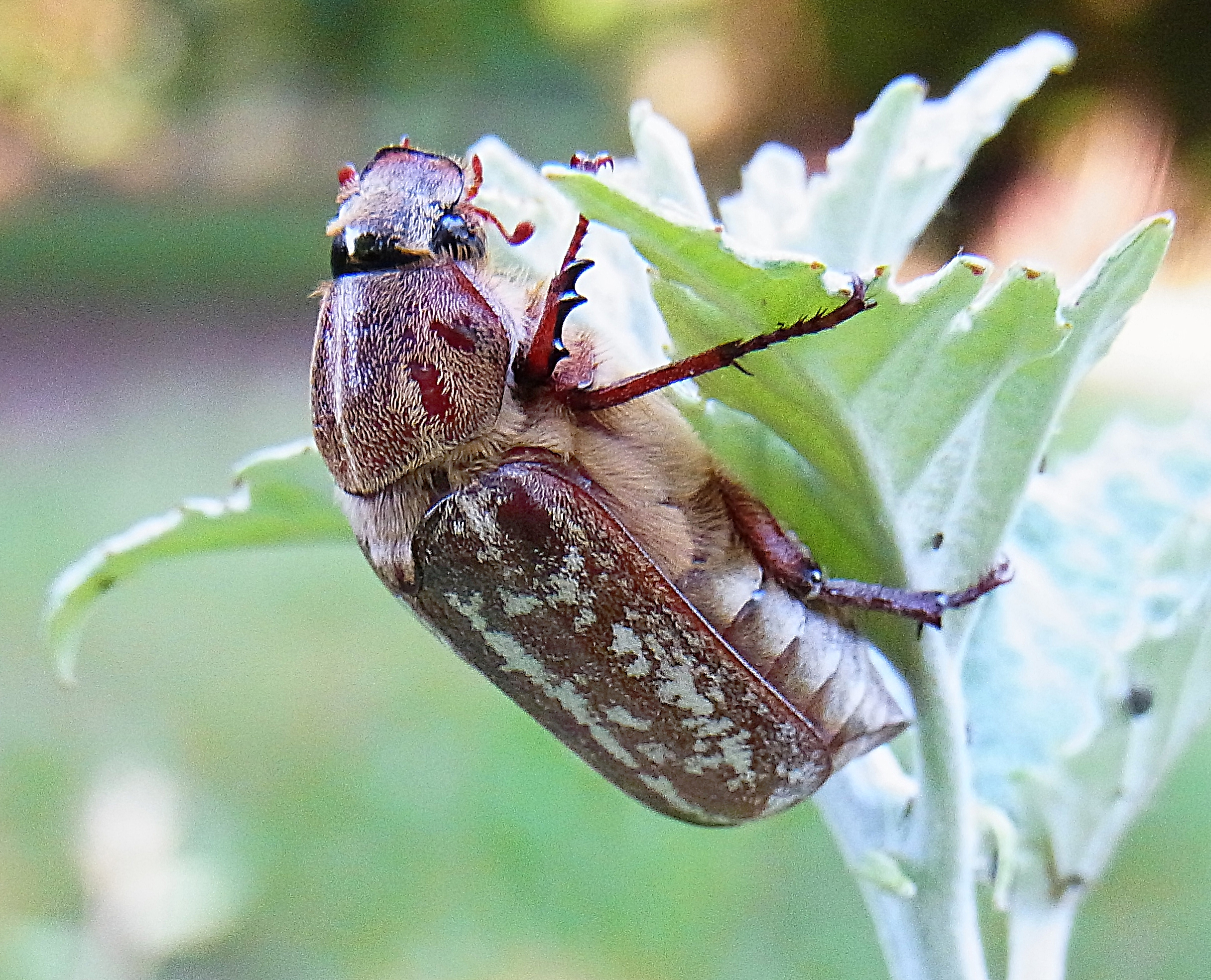
Keleti cserebogár (Anoxia orientalis) imágója

Az Anoxia nembe tartozó egyik gyakori fajunk a keleti cserebogár (Anoxia orientalis) (2,6-3,2 cm). A szárnyfedőin fehér pikkelyszőrök által alkotott foltok hosszanti sorokba (3-4) rendeződnek, amely szakadozott is lehet. Felületük vörösesbarna. Társnevei: csíkos cserebogár, szőrös cserebogár. Rajzás június közepétől július végéig tart. A bogarak szürkületkor rajzanak, egészen sötétedésig.

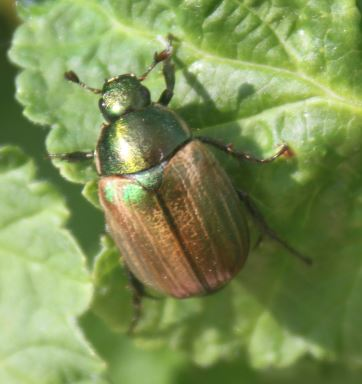
A kis fináncbogár (Anomala dubia) imágója

Az Anomala nembe tartozó zöld cserebogár , rezes cserebogár és a kunsági zöld cserebogár pajorokat elegendő nem szintjén azonosítani, hiszen e három faj mindig együtt fordul elő. Az előbbi két faj azonos illatanyagra repül, s bár a kunsági zöld cserebogár szexattraktánsa tőlük eltér, mégis elhelyezhető a két kapszula egy csapdatestben. Az imágók lombfogyasztók.
A kis fináncbogár vagy rezes cserebogár (Anomala dubia) imágó igen változatos megjelenésű, előtora és szárnyfedője lehet azonos (fekete, sötétkék, zöld, rézvörös) és különböző színű (zöld-fekete, kék-fekete, rézvörös-zöld). Mérete 11-14 mm. 24 színváltozata ismert. Bogarak június-július hónapban rajzanak.
A nagy fináncbogár vagy zöld cserebogár (Anomala vitis) felülete egyszínű smaragdzöld, 14-18 mm. Három változata ismert. Fényre repülnek.
A déli fináncbogár vagy kunsági zöld cserebogár (Anomala solida) mérete 12-15 mm. A zöld cserebogárhoz nagyon hasonlít, de annál kisebb.

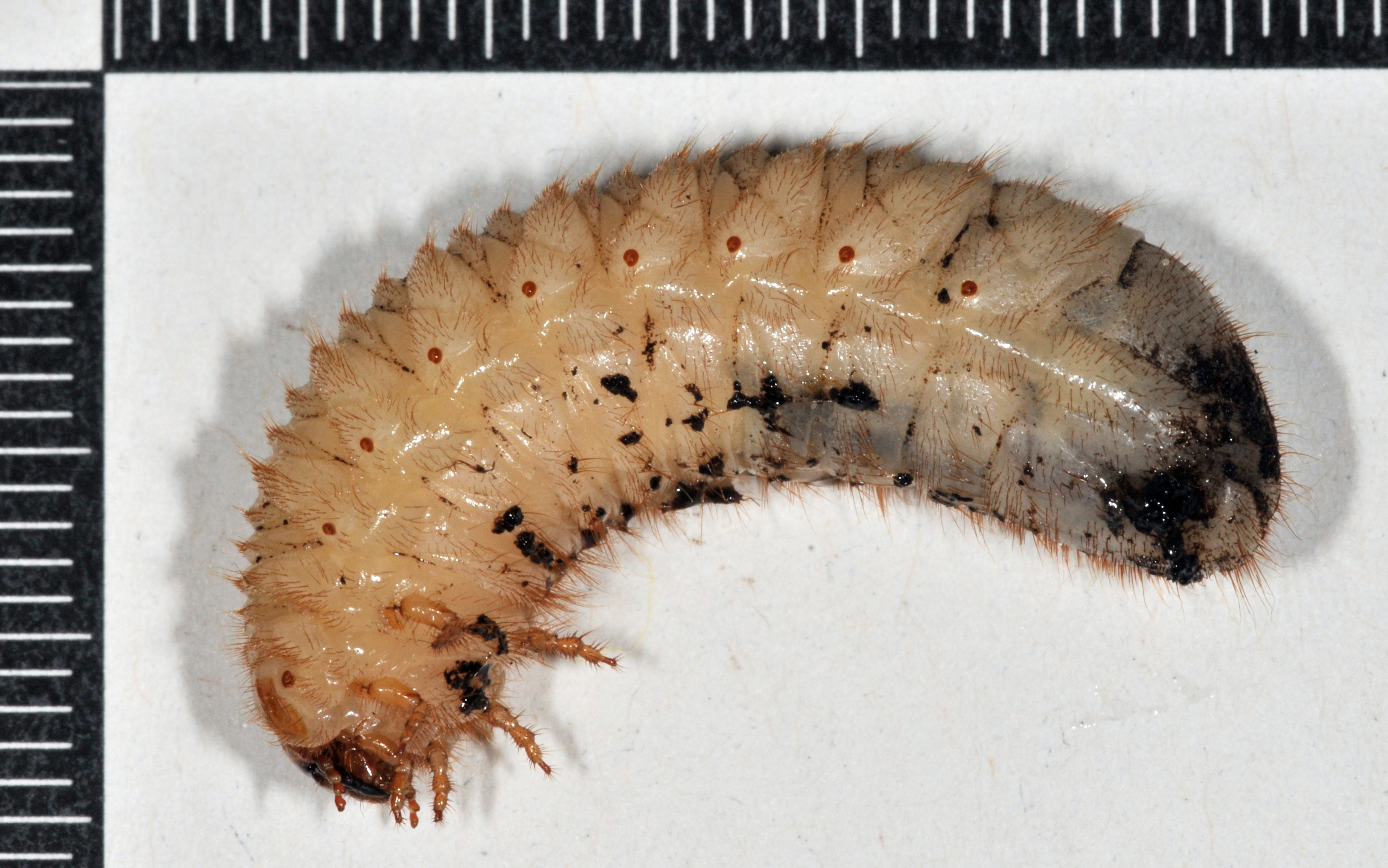
Az aranyos rózsabogár (Cetonia aurata) pajorja

A Cetonia nem fajai élénk fémfényűek, Magyarországon csupán egyetlen képviselőjük fordul elő. Az aranyos rózsabogár (Cetonia aurata aurata) 14-23 mm. Társnevei: aranybogár, aranyos cserebogár, aranyos virágbogár, rózsabogár, Szent-Iván bogár és Szent-János bogár. A szárnyfedők hátulsó felében általában több harántos, hullámos vonalszerű fehér folt látható. Fejlődése 2 éves, pajor nem kártevő. Az imágók tápláléka elsősorban a gyümölcsfák, díszfák virágai és virágrészei. Imágó alakban telel a korhadó növényi anyagban (komposzt, trágya). A bogarak már április végétől kezdenek rajzani, a tömeges repülés május-júniusban figyelhető meg.
Az Amphimallon nembe két gyakoribb faj, a bordás sárgacserebogár (A. solstitiale) és a kis sárgacserebogár (A. assimilie) tartozik.
A bordás sárgacserebogár számos társnéven ismerhető: bordás sárga cserebogár, jánosbogár, júniusi bogár, júniusi cserebogár, kis cserebogár, napéjegyeni vagy nyárelői gyökérrágó, sárga cserebogár. Lárvája a szántáskukac. Az imágó teste szalmasárga színű, a szárnyfedőin 3-3 jól fejlett borda van. A szárnyfedőkön mindenütt gyér, felálló szőrzet található. 15-19 mm.
A kis sárgacserebogár 10-14 mm. Színe barnássárga, a szárnyfedő bordái alig látszanak. Társnevei: áprilisi cserebogár, hasonlító gyökérrágó. 2 éves fejlődésű, mindkét évben lárva alakban telel. Május végétől júniusban rajzik, naplemente előtt, sötétedésig.

## Védekezés
Sok faj ellen nincs hatékony védekezés, így egyetlen lehetőség a tojásrakás megakadályozása, vagyis az imágók elleni védelem. Legfontosabb a faj vagy a nem azonosítása, hiszen a faj ismerete alapján az imágók rajzásmegfigyelése tervezhető, és a fajok többségénél fény- és szexferomon-csapdával elvégezhető. Bár a cserebogarak változatos alakú és nagyságú fajok, az imágókat, vagyis a bogarakat könnyen felismerhetjük.
A rajzó imágók szignalizációja néhány faj esetén szexferomon-csapdával lehetséges (pl. a zöld cserebogár, a kunsági zöld cserebogár és a rezes cserebogár). Más fajok rajzását fénycsapdával követhetjük (pl. májusi cserebogár, keleti cserebogár). Mindkét csapdatípus jelentős számú hím fogására alkalmas, így gyéríthetjük is a bogarakat. A szintén gyakori, és fontos fajnak, a kallócserebogárnak azonban nem ismert a szexferomonja, és fényre sem repül.

## Pajorok elkülönítése
Bár a felsorolt fajok adott talajtípushoz köthetőek, azonban nem mindegy, hogy egy homoktalajú ültetvényben 5 gyakori faj imágóinak megjelenésére kell koncentrálni, vagy célzottan várhatjuk a pajorok alapján azonosított fajokat. A lárváik pajor alkatúak, testük erősen görbített, feje kerek, függőlegesen elhelyezett, rágója erős, szeme rendszerint nincs. Mind a három pár láb jól fejlett. A potroh 9 szelvényből áll, az utolsó erősen megnagyobbodott, zsákszerű. Az alsó lemezen elhelyezkedő szőrök, serték elrendezése, a végbélnyílás alakja és környezete sokszor a legbiztosabban választja el egymástól az egyes fajok lárváit. A korábbi határozókulcsok alapján némi gyakorlattal jól azonosíthatóak a fajok, bár gyakran csak nem szintjén, de úgy gondoljuk, hogy a gyakorlati szakemberek, valamint a hobbi kertészek számára ennél egy jóval egyszerűbb kulcs megfelelőbb. A cserebogár pajorok azonosításának első lépése a szabad szemmel is látható végbélnyílás alakjának meghatározása. A gyakori és kártevő pajorok két fő csoportba sorolhatóak: a haránt-hasadék- és a háromsugarú hasadék alakú végbélnyílásúakra.

### A haránt-hasadék alakú végbélnyílású fajok
A haránt-hasadék alakú végbélnyílású fajok a keleti cserebogár, a kalló cserebogár, a májusi és erdei cserebogár, valamint a zöld színű cserebogarak.
Keleti cserebogár: Az anális szelvény haslemezén nincsenek szimmetrikus tövissorok. Hazánkban 4 év alatt fejlődik ki. A negyedik év tavaszán bábozódnak.
Kallócserebogár: Szimmetrikus hosszanti sorai rövidek, mindegyikben 6-16, 6-11 tövis van. A sorok a végbélnyílástól indulnak ki. A tüskesorok mindkét végüknél összetartóak, együtt ovális alakot képeznek. Utolsó évben is lárvaként telelnek. Fejlődési ideje 4-5 év.
Májusi és erdei cserebogár: Szimmetrikus hosszanti tövis-sorai hosszúak, mindegyikben 22-30/24-29 tövis van. Számuk nem mindig egyenlő a két sorban, néhány tüske hiányozhat vagy nincs sorban. A sorok a végbélnyílás közelében kezdődnek, az első 2-5 tövispár kissé szétágazik, majd a többi párhuzamosan halad, majd a végükön közelednek egymáshoz. A kifejlett lárva 40-50 mm hosszú. 3 éves fejlődésűek. Utolsó télen imágó alakban telelnek a talajban.
Zöld színű cserebogarak (rezes-, zöld- és kunsági zöld cserebogarak): Az anális szelvény hasoldalán levő szimmetrikus tövissorok hosszú, tű alakú tövisekből állnak, ezek egymást keresztezik, számuk egy-egy sorban 8-14. A lárvák a talaj korhadó szerves anyagát, humuszkészletét fogyasztják, a fejlettebbek a növények gyökereit károsítják. 2 éves fejlődésűek. Lárvaalakban telelnek a talajban.
Rózsabogár: A szimmetrikus tövis sorok tövisei hosszúak, hegyesek, az általuk alkotott sorok elöl és hátul összefutnak és így hosszú tojásdad alakú teret zárnak be, amelynek hossza mintegy négyszerese a szélességének.

### A háromsugarú hasadék alakú végbélnyílású fajok
Kis sárga cserebogár: Az anális szelvény hasoldalán szimmetrikus tövissorok egysorosak, elöl apró kúp alakúak, hátul hosszú tű alakú tövisekből állnak. A lárvája kifejlett állapotban valamivel kisebb, mint a közönséges sárga cserebogáré.
Közönséges sárga cserebogár: A szimmetrikus tövis-sorok egysorosak, de helyenként egy-két, a sorokon kívül álló tüskét is találhatunk. Mindenütt kb. egyenlő, elég rövid, kúp alakú töviskékből állnak, hátrafelé széthajlanak. 8-14 tüske van soronként. 2 éves fejlődésű, mindkét évben lárva alakban telel. Az imágók júniusban és júliusban rajzanak. A kirepülés a talajból szürkülettől sötétedésig tart. A hímek repülnek, nemcsak a talaj közelében, hanem a fák koronájának magasságában is. A nőstények a talaj felszínén mászkálnak, pihennek, s várják a hímeket.